# Balta Sound

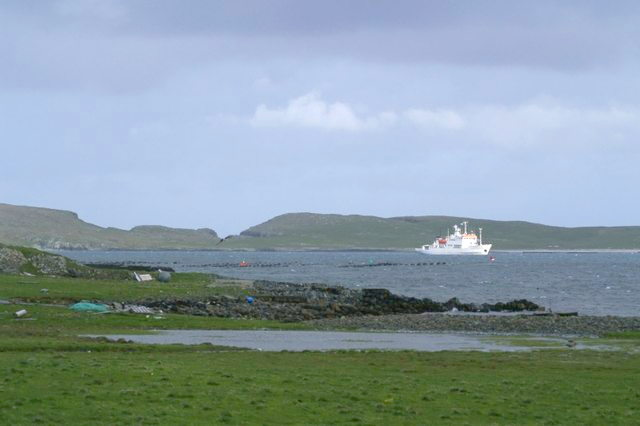
Balta Sound, il sound che separa l'isola di Balta da Unst.

Balta Sound è un sound (insenatura) sulla costa orientale dell'isola di Unst, nelle isole Shetland, in Scozia. Il sound è riparato dal Mare del Nord che si trova ad est dall'isola disabitata di Balta.
L'insediamento abitato ad ovest del sound è Baltasound.
Il 12 marzo 1917 la HMS E49 della Classe E Britannica della prima guerra mondiale si stava dirigendo fuori dal Balta Sound per pattugliare la zona quando colpì una mina navale lasciata dall'U-boat UC-76 dell'impero tedesco. La nave fu affondata nel canale tra le isole di Huney e Balta con la perdita dell'intero equipaggio. Il sito del naufragio è oggi designato come cimitero di guerra.